# Murder Princess
Murder Princess (яп. マーダー・プリンセス, укр. Смертоносна принцеса) — японська манґа авторства Інуі Секіхіко. У 2007 році манґа була екраінізована у вигляді 6-серійного OVA-серіалу студіями Marvelous Entertainment та Bee Train.

## Сюжет
4-го числа Нефрітового місяця 672 року Ери Ціндіна в королівстві Форланд відбувся державний переворот. Щоб не потрапити в полон до бунтівників, принцеса Аліта зі своїми охоронцями тікає із замку. Але в загадковому лісі Еруре, куди її виводить вихід з замку, на них нападає таємничий і могутній вартовий лісу. Втративши всіх своїх охоронців, принцеса в паніці кидається, світ за очі. Вискочивши на обрив на узліссі, вона майже налітає на лезо меча незнайомки.
Фаріс, так звали незнайомку, була найсильнішою в історії мисливицею за головами. Говорили, що вона вбила дракона, і що сама Смерть ходить з нею під руку. Аліта намагається попросити про допомогу, але могутній удар вибиває у них землю з-під ніг, і обидві дівчини зриваються в провалля.
Дивом приземлившись, вони із здивуванням виявляють, що помінялися тілами. І тепер Фаріс, яка опинилася в тілі принцеси, нічого іншого не залишається, окрім як погодитися захистити королівство Форланд. Так народилася найсильніша і найжорстокіша принцеса в історії: Смертоносна Принцеса.

## Персонажі

### Головні герої

Головні герої (з ліво на право): Джоду Ентоласія, Пітер Армстронг, Фаліс (в тілі принцеси Аліти), Домініков та Аліта (тілі Фаліс)

Аліта Форланд (яп. アリタ‧フォーランド) — друга дитина короля Форланду. Вона втекла із замку коли бунтівники підняли заколот проти короля. Випадково зустрілася з Фаліс та помінялася із нею тілами. В нагороду за спасіння королівства пообіцяла Фаліс своє тіло та будь-яку нагороду. Згодом, щоб сховати хто вона насправді вдає з себе Мілано — свою колишню служницю, яку вбили заколотники.
Сейю: Косімізу Амі
Фаліс (яп. ファリス) — найкраща та найвідоміша мисливиця за головами. Коли вона зі своїми супутниками знаходилася в королівстві Форланд, випадково помінялася тілами з принцесою Алітою. Найулюбленіша зброя — катана Хіметсуру (яп. 姫鶴, ひめつる). Іноді разом з мечем використовує кинджал.
Сейю: Паку Ромі
Домініков (яп. ドミニコフ) — один з супутників Фаліс. Мисливець за головами. В манзі він сінігамі (бог смерті), а в аніме кіборг. Улюблена зброя — коса.
Сейю: Яо Казукі
Пітер Армстронг (яп. ピート‧アームストロング) — другий супутник Фаліс. Незважаючи на свою загрозливу зовнішність (пурпурна шкіра, шипи та ін.) та вправність у рукошному бої, маю дуже добрий характер. Як і Домініков, Пітер в аніме кіборг.
Сейю: Такасе Акімітсу
Джоду Ентоласія (яп. ジョドォ‧エントラシア) — дворецький королівської сім'ї Форланду. Від дуже суворий, особливо коли навчає Аліту етикету. Продовжує служити принцесі і після того як вона помінялася тілами з Фаліс. Навчає Фаліс придворного етикету.
Сейю: Ісіморі Таккоу

## Музика
Відкриваюча пісня:
- «The Light's Shining» (яп. ヒカリサスホウ) (рок-гурт BACK-ON)

Закриваюча пісня:
- «Naked Flower» (Паку Ромі)

## Список епізодів OVA
| № | Японська назва | Українська назва | Дата виходу     |
| - | -------------- | ---------------- | --------------- |
| 1 | 誕生           | Народження       | 28 березня 2007 |
| 2 | 戴冠           | Коронація        | 25 квітня 2007  |
| 3 | 帰還           | Повернення       | 30 травня 2007  |
| 4 | 追放           | Вигнання         | 27 червня 2007  |
| 5 | 宿命           | Доля             | 25 липня 2007   |
| 6 | 決意の果てに･･ | В кінці рішення  | 29 серпня 2007  |